# Biostratigrafie

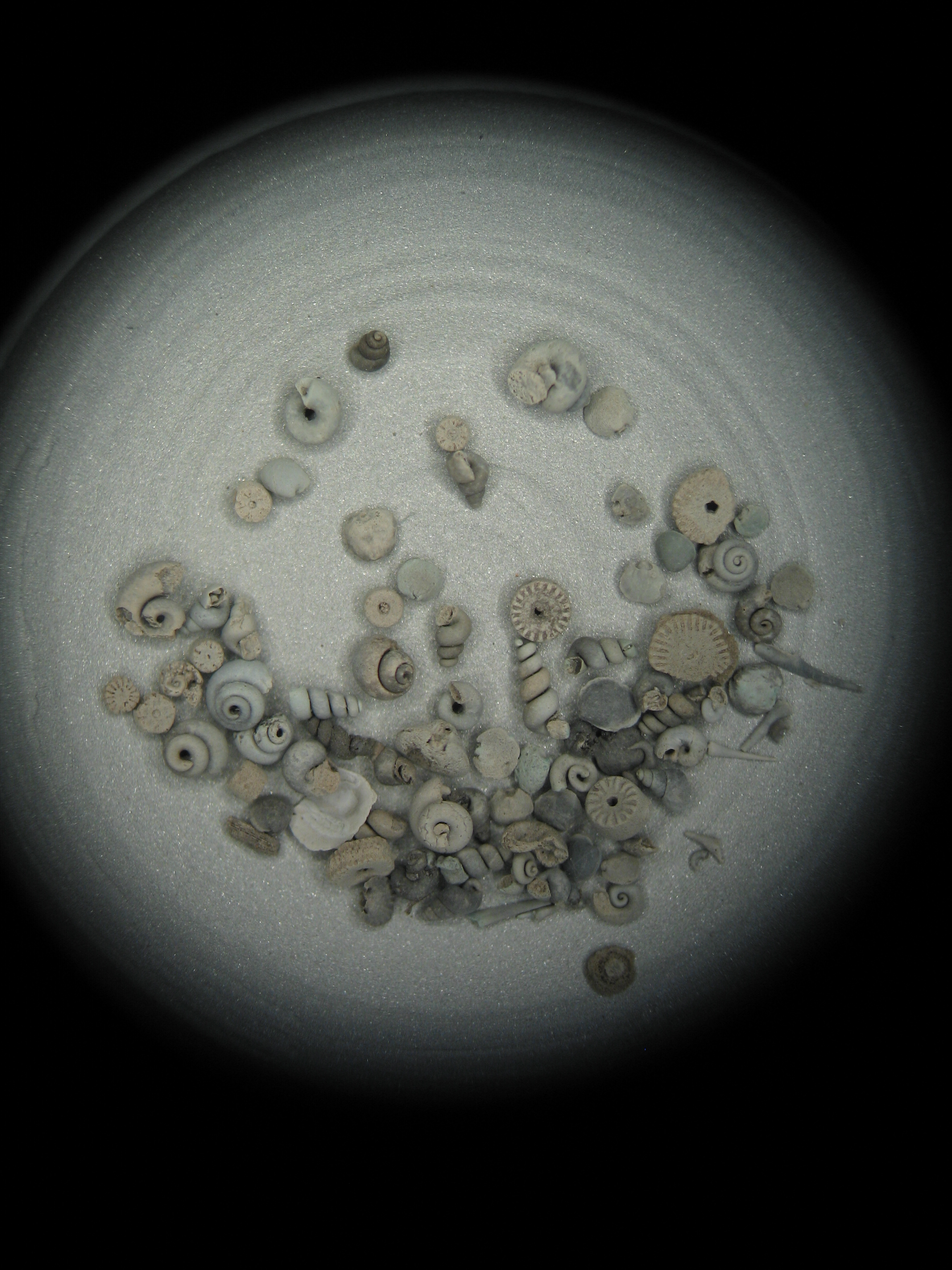
Mikrofosílie (schránky mlžů, ramenonožců a úlomky článků stonku lilijic) vhodné pro biostratigrafii

Biostratigrafie je stratigrafická metoda, která pro datování stáří hornin využívá fosílie nalezené v jednotlivých vrstvách sedimentů. Aby zkameněliny mohly být pro stratigrafii použity, musí splňovat základní podmínky:
- celosvětové rozšíření
- nezávislost na prostředí (hloubce, teplotě, aj.)
- velká početnost jedinců
- patrné morfologické změny v čase nebo co nejkratší dobu od prvního do posledního výskytu daného druhu

Fosílie, které tyto podmínky splňují, se nazývají vůdčí fosílie nebo vůdčí zkameněliny. Ne každá fosílie tedy může být pro datování využita.
Mezi nejčastěji využívané zkameněliny pro období paleozoika patří graptoliti (zejména pro břidlice), konodonti (zejména pro vápence), ramenonožci, mlži, trilobiti, chitinozoa, lasturnatky, atd. V mesozoiku jsou hojně využíváni amoniti či foraminifery.

## Použití biostratigrafie
Biostratigrafie se využívá zejména pro datování stáří hornin, které je nutné při vyhledávání nerostných surovin. Dále je možné uplatnit biostratigrafii také při rekonstrukci paleoprostředí, paleoenvironmentálních podmínek či při rekonstrukci kontinentálního driftu (pohybů kontinentů) v dávné minulosti Země.